# Nøtterøy
Nøtterøy ist eine Insel in den norwegischen Kommunen Færder und Tønsberg in der Provinz Vestfold.

## Geographie
Der nördliche Teil der Insel gehört zum Großraum der Stadt Tønsberg, wo der Großteil der Bevölkerung lebt. Weitere größere Ortschaften sind Årøysund, Glomstein und Kjøpmannskjær. Im Osten der Insel befindet sich das Oslofjord und im Westen das Tønsbergfjord.
Der höchste Punkt Nøtterøys ist der Vetan mit einer Höhe von 99 moh. im Südosten der Insel.

## Kommune Nøtterøy
Der Großteil der Insel Nøtterøy und Umland bildeten bis zum 31. Dezember 2017 eine eigenständige Kommune. Zum 1. Januar 2018 ging sie gemeinsam mit Tjøme in die neu geschaffene Gemeinde Færder über. Sie ging zurück auf den formannskapsdistrikt (Obmannschaftsdistrikt) Nøterø, 1837 eingerichtet und von 1866 bis 1918 Nøtterø genannt. Ein Teil von Nøtterøy (102 Einwohner) wurde am 1. Januar 1877 an die Kommune Tønsberg abgetreten. Am 1. Januar 1901 wurde Håøy (nördlich von Veierland) mit 70 Einwohnern seitens der Kommune Stokke an die Kommune Nøtterøy übergeben. Am 1. Juli 1915 wurde ein Teil der Kommune Nøtterøy (12 Einwohner) an die Kommune Sem (heute Teil von Tønsberg) abgegeben.
Veierland kam am 1. Januar 1964 mit 165 Einwohnern zur Kommune Nøtterøy, und am 1. Januar 1980 fand die bislang letzte Grenzregulierung statt, als ein unbewohnter Teil der Kommune Nøtterøy an die Kommune Tønsberg abgegeben wurde.

## Etymologie
Der Name entstammt dem altnordischen Njótarøy (Insel von Njót), was auf einen ursprünglichen Namen Njót schließen lässt. Die Namensentwicklung seit 1200:
- 1200 – Njót
- 1300 – Njótarøy
- 1317 – Niotarøy
- 1330 – Niotare
- 1355 – Niotarøynni
- 1400 – Nioterøy
- 1424 – Nøyterøy
- 1432 – Nyterøy
- 1478 – Nøterøy
- 1552 – Notterøn
- 1565 – Nøtterøyen
- 1600 – Nøtterøe
- 1700 – Nøtterø
- 1838 – Nøterø
- 1866 – Nøtterø
- seit 1918 – Nøtterøy (ähnlich wie 1478)

## Sehenswürdigkeiten
Søndre Hella ist das größte eisenzeitliche Grabfeld in Vestfold.